# Schlacht um Geel
Die Schlacht um Geel war ein Gefecht zwischen britischen und deutschen Truppen während des Zweiten Weltkriegs.
Die Schlacht fand in Geel zwischen dem 8. und 23. September 1944 statt und war eines der schwersten Gefechte während der alliierten Rückeroberung Belgiens.

## Verluste
Am Ende der Gefechte waren etwa 1000 bis 1100 Menschen ums Leben gekommen, davon 130 Zivilisten. Die meisten Zivilisten starben durch britisches und deutsches Artilleriefeuer.